# Parque Tremendão
Parque Tremendão é um bairro da região noroeste de Goiânia, capital do estado de Goiás. Predominantemente residencial, divide-se em três repartições, sendo as: Parque Tremendão 1, 2 e 3.
O bairro surgiu por meio de acontecimentos comuns a outros bairros de suas regiões. Populações de baixa renda se instalaram, ao final da década de 1970 e início de 1980. Alguns moradores compraram terras por vias clandestinas, outros por um processo da iniciativa privada. Em 1966, a população do bairro era de 2 745 pessoas.
Segundo dados do Instituto Brasileiro de Geografia e Estatística (IBGE), divulgados pela prefeitura, no Censo 2010 a população do Parque Tremendão era de 13 110 pessoas.